# Columbia (Misuri)
Columbia (abreviado como CoMO) es una ciudad ubicada en el condado de Boone en el estado estadounidense de Misuri. En el Censo de 2010 tenía una población de 108.500 habitantes y una densidad poblacional de 660,77 personas por km².La Universidad de Misuri se encuentra aquí.

## Geografía

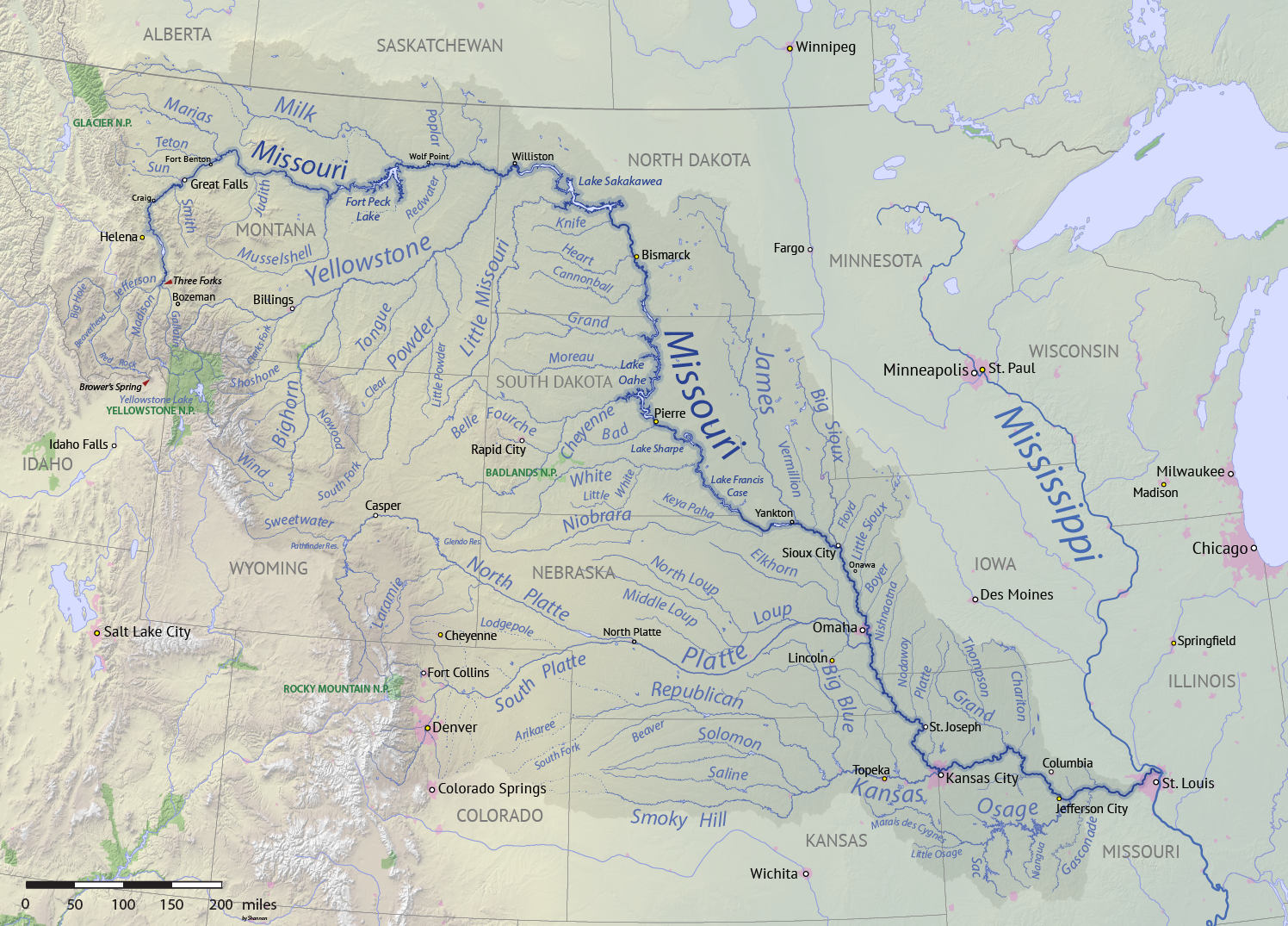
Mapa de la cuenca del río Misuri en el que aparece —abajo a la derecha— Columbia

Según la Oficina del Censo de los Estados Unidos, Columbia tiene una superficie total de 164.2 km², de la cual 163,37 km² corresponden a tierra firme y (0,51%) 0,83 km² es agua.

## Demografía
Según el censo de 2010, había 108500 personas residiendo en Columbia. La densidad de población era de 660,77 hab./km². De los 108500 habitantes, Columbia estaba compuesto por el 79.02% blancos, el 11.26% eran afroamericanos, el 0.33% eran amerindios, el 5.19% eran asiáticos, el 0.06% eran isleños del Pacífico, el 1.06% eran de otras razas y el 3.07% pertenecían a dos o más razas. Del total de la población el 3.44% eran hispanos o latinos de cualquier raza.